# Aeroporto di Amderma
L'aeroporto di Amderma è un aeroporto situato a Amderma, nel Circondario Autonomo dei Nenec, in Russia.

## Storia
L'aeroporto è nato come base militare sovietica per gli aerei caccia intercettatori. Attualmente ospita ancora delle strutture militari russe.

## Dati tecnici
L'aeroporto di Amderma è un aeroporto di classe B.
L'aeroporto attualmente è dotato di una pista attiva di calcestruzzo lunga 2,600 e larga 50 m che permette il decollo/atterraggio di tutti i tipi di elicotteri e di aerei Antonov An-2, Antonov An-24, Antonov An-26, Antonov An-30, Antonov An-74, Ilyushin Il-18, Ilyushin Il-76, Tupolev Tu-134, Tupolev Tu-154, Tupolev Tu-204, Yakovlev Yak-40, Yakovlev Yak-42 e di tutti gli aerei di classe inferiore. L'unica pista dell'aeroporto possiede due entrate che sono la 7 e la 25.
Il peso massimo al decollo dalla pista aeroportuale è di 200 t.
L'aeroporto può essere aperto per i voli 24 ore al giorno, perché dispone il sistema PAPI moderno.
L'aeroporto non pubblica METAR quindi i piloti utilizzano come dati METAR quelli comunicati dal vicino aeroporto di Sabetta che dista 421km dall'aeroporto di Amderma.